# 홍다정
홍다정(1986년 2월 3일~)은 대한민국의 테니스 선수이다.